# 格罗塔费拉塔
格洛塔菲拉塔（義大利語：Grottaferrata），是意大利拉齐奥大区罗马首都广域市的一个市镇。总面积18.36平方公里，人口20926人，人口密度1139.8人/平方公里（2009年）。ISTAT代码为058046。

## 友好城市
- 法國 旺德夫尔莱南锡